# Другий уряд Арсенія Яценюка
Другий уряд Арсенія Яценюка — 18-й Кабінет Міністрів України, що працював із грудня 2014 до квітня 2016 року у складі коаліції депутатських фракцій «Європейська Україна» у Верховній Раді України VIII скликання.
27 листопада було проголосовано кандидатуру прем'єр-міністра Яценюка. За нього проголосував 341 депутат. 2 грудня було проголосовано пакетом за міністрів; за це проголосувало 288 народних депутатів.
| Депутатська група (фракція)               | За  | Проти | Утрималося | Не голосувало | Відсутні |
| ----------------------------------------- | --- | ----- | ---------- | ------------- | -------- |
| ▌Блок Петра Порошенка                     | 139 | 2     | 2          | 1             | 1        |
| ▌Народний фронт                           | 83  | 0     | 0          | 0             | 0        |
| ▌Опозиційний блок                         | 1   | 0     | 0          | 28            | 11       |
| ▌Об'єднання «Самопоміч»                   | 32  | 0     | 0          | 0             | 0        |
| ▌Радикальна партія Олега Ляшка            | 21  | 0     | 1          | 0             | 0        |
| ▌Батьківщина                              | 18  | 0     | 0          | 0             | 1        |
| ▌Економічний розвиток (депутатська група) | 16  | 0     | 0          | 2             | 1        |
| ▌Воля народу (депутатська група)          | 19  | 0     | 0          | 0             | 1        |
| ▌Позафракційні                            | 12  | 0     | 4          | 9             | 13       |
| Загалом (418)                             | 341 | 2     | 7          | 40            | 28       |

## Голова уряду і його заступники

### Віце-прем'єр-міністри
|  | Посада               | Фото | Очільник                         | Сфера                                                            | Партійність       | Час перебування на посаді          |
|  | -------------------- | ---- | -------------------------------- | ---------------------------------------------------------------- | ----------------- | ---------------------------------- |
|  | Віце-прем'єр-міністр |      | Вощевський Валерій Миколайович   | Інфраструктура, екологія, природні ресурси, будівництво, зв'язок | Радикальна партія | з 2 грудня 2014 по 17 вересня 2015 |
|  | Віце-прем'єр-міністр |      | Зубко Геннадій Григорович        | Регіональна політика, ЖКГ                                        | Безпартійний      | з 2 грудня 2014                    |
|  | Віце-прем'єр-міністр |      | Кириленко В'ячеслав Анатолійович | Гуманітарна політика                                             | Народний Фронт    | з 2 грудня 2014                    |

## Міністри
| Блок Порошенка «Солідарність» (БПП) | 11 |
| безпартійні                         | 11 |
| Народний фронт (НФ)                 | 3  |
| президентська квота                 | 2  |
| Батьківщина (ВОБ)                   | 1  |

|  | Посада                                                                           | Фото | Очільник                   | Партійність          | Час перебування на посаді       |
|  | -------------------------------------------------------------------------------- | ---- | -------------------------- | -------------------- | ------------------------------- |
|  | Міністр юстиції                                                                  |      | Павло Петренко             | Народний фронт       | з 2 грудня 2014                 |
|  | Міністр молоді та спорту                                                         |      | Ігор Жданов                | Батьківщина          | з 2 грудня 2014                 |
|  | Міністр культури                                                                 |      | В'ячеслав Кириленко        | Народний фронт       | з 2 грудня 2014                 |
|  | Міністр освіти і науки                                                           |      | Сергій Квіт                | Блок Петра Порошенка | з 2 грудня 2014                 |
|  | Міністр економічного розвитку і торгівлі                                         |      | Айварас Абромавичус        | Безпартійний         | з 2 грудня 2014                 |
|  | Міністр охорони здоров'я                                                         |      | Олександр Квіташвілі       | Безпартійний         | з 2 грудня 2014                 |
|  | Міністр праці та соціальної політики                                             |      | Павло Розенко              | Блок Петра Порошенка | з 2 грудня 2014                 |
|  | Міністр екології та природних ресурсів                                           |      | Шевченко Ігор Анатолійович | Безпартійний         | з 2 грудня 2014 по 2 липня 2015 |
|  | Міністр закордонних справ                                                        |      | Павло Клімкін              | Безпартійний         | з 2 грудня 2014                 |
|  | Міністр аграрної політики та продовольства                                       |      | Олексій Павленко           | Безпартійний         | з 2 грудня 2014                 |
|  | Міністр енергетики та вугільної промисловості                                    |      | Володимир Демчишин         | Безпартійний         | з 2 грудня 2014                 |
|  | Міністр внутрішніх справ                                                         |      | Арсен Аваков               | Народний фронт       | з 2 грудня 2014                 |
|  | Міністр оборони                                                                  |      | Степан Полторак            | Безпартійний         | з 2 грудня 2014                 |
|  | Міністр регіонального розвитку, будівництва та житлово-комунального господарства |      | Геннадій Зубко             | Безпартійний         | з 2 грудня 2014                 |
|  | Міністр інфраструктури                                                           |      | Андрій Пивоварський        | Безпартійний         | з 2 грудня 2014                 |
|  | Міністр фінансів                                                                 |      | Наталія Яресько            | Безпартійна          | з 2 грудня 2014                 |
|  | Міністр інформаційної політики                                                   |      | Юрій Стець                 | Блок Петра Порошенка | з 2 грудня 2014                 |
|  | Міністр Кабінету Міністрів                                                       |      | Ганна Онищенко             | Безпартійна          | з 2 грудня 2014                 |

## Результати діяльності
10 грудня 2014 року Кабінет Міністрів України з подачі ЄБРР затвердив Альгірдаса Шемету українським бізнес-омбудсменом. Президент ЄБРР Сума Чакрабарті назвав це «справжнім прогресом», оскільки ЄБРР лобіював введення такої посади протягом тривалого часу, наштовхуючись на саботаж попередньої влади в Україні.
За час діяльності другого уряду Арсенія Яценюка:
- Зменшено загальну кількість податків, але збільшено податковий тиск на конкретного громадянина. [джерело?]
- Забезпечено енергетичну незалежність України. Диверсифікація поставок вугілля: імпорт з РФ в 2015 році склав 628 тис. тонн, що на 69 % менше, ніж в 2014 році. Імпорт з ПАР в 2015 році виріс на 139 % і склав 897 тис. тонн (в 2014 році — 376 тис. тонн).[3]
- Здійснено перехід до ринкових тарифів на газ та електроенергію і введено систему субсидій.[3]
- Створено кіберполіцію, поліцію охорони, підрозділи з протидії наркозлочинності, внутрішньої безпеки, захисту економіки. [3]
- Скасовано спеціальні пенсії міністрам, народним депутатам, чиновникам, суддям, прокурорам (крім військовослужбовців та науковців). З червня 2015 р. запроваджено призначення всіх видів пенсій за нормами єдиного закону.[3]
- Впроваджено реформу системи державних закупівель.[3]
- Підписано Угоду про «відкрите небо» між Україною та США.[3]

## Оцінки

### Схвальні оцінки
У червні 2015 року президент ЄБРР сер Сума Чакрабарті високо оцінив прогрес, що його досягнув уряд Арсенія Яценюка у таких сферах, як енергетична безпека, газові тарифи, фіскальні реформи, верховенство права, державні закупівлі та очищення фінансової системи. Він також назвав цей уряд в Україні «найбільш орієнтованим на реформи» та «однією з найпрофесійніших адміністрацій, з якою ЄБРР коли-небудь працював».
У травні 2015 року американський економіст Лоуренс Саммерс висловив думку, що: «Україна за 12 місяців зробила більше для реформування системи субсидування ніж більшість країн роблять за 12 років».

### Критика
Екс Міністр аграрної політики та продовольства України в уряді Арсенія Яценюка Ігор Швайка зазначає, що 24 лютого прем'єр-міністр Арсеній Яценюк ініціював службове розслідування роботи керівництва Державної фіскальної служби не для вирішення проблеми чи боротьби з корупцією, а виключно для відводу уваги громадськості від відсутності реформ і навіть відсутності уявлення якими мають бути реформи в Уряді.

### Спроба відставки
16 лютого 2016 року парламент здійснив спробу висловити недовіру уряду Яценюка. Відповідний проєкт постанови було внесено головою фракції БПП Юрієм Луценком. Втім проєкт не набрав необхідної кількості голосів. Зокрема із фракції БПП проголосувало лише 97 із 136 депутатів. Не підтримали відставку й більшість депутатів з опозиційних фракцій.

## Відставка
Влітку 2015 року Шевченка попросили піти після того, як його звинуватили у зв’язках з олігархом-регіоналом Олександром Онищенком, і літав на його літаку з Європи до Києва. Ця історія серйозно вдарила по Юлії Тимошенко, яку звинуватили у тому, що вона продала свою квоту одіозному "регіоналу". В результаті, Верховна Рада проголосувала за відставку Ігоря Шевченка, який став першим "відставником" уряду Яценюка.
Ще одним "літуном", став Зорян Шкіряк, який будучи головою Держслужби з надзвичайних ситуацій, влаштував в квітні минулого року епічну операцію з евакуації українських громадян з постраждалого від землетрусу Непалу. Виявилося, що під шумок Шкіряк прихопив з собою свою даму серця Катерину Храмову. Протягом евакуації двічі ламався літак, і замість доби українців "рятували" протягом тижня. Причому, в підсумку українці були вивезені рейсовим бортом. В результаті, Шкіряку довелося звільнитися з посади керівника ДСНС.
Окремо варто вказати на скандали всередині урядової команди. Так, першою "ластівкою" стало звільнення з уряду Олександра Боровика, який звинуватив керівництво Кабміну у тому, що воно заважало його роботі. Далі пішли звільнення міністрів, які, щоправда, окрім випадку з Ігорем Шевченком, не були проголосовані Верховною Радою. Мова про міністра інфраструктури Андрія Пивоварського, міністра інформаційної політики Юрія Стеця, міністра охорони здоров'я Олександра Квіташвілі, міністра аграрної політики і продовольства Олексія Павленка.
Всі вони заявили про відставку, але після перемовин президента та американських партнерів синхронно дали задню. В результаті, Павленко, який зайшов до уряду за квотою "Самопомічі", перестав слухати керівництво своєї партії, відмовившись уходити у відставку. Аналогічна історія відбулася з міністром молоді та спорту Ігорем Ждановим, якого відкликала Юлія Тимошенко. В результаті, міністр-політолог демонстративно порвав відносини з "Батьківщиною". Несподівано повернувся Стець, який подав заяву про відставку ще восени минулого року. Ніяк не міг вирішити свою майбутню долю Андрій Пивоварський, який також відкликав заяву про відставку, але вже в березні все ж таки пішов у "довічну" відпустку, з якої повертатися у Кабмін вже не збирається.
На цьому фоні виділився міністр економіки Айварас Абромавичус, звинувативши в протягуванні корупційних схем заступника голови фракції БПП, одного з найближчих людей президента Ігоря Кононенка. Він – єдиний, хто відмовився повертатися у Кабмін після масового повернення міністрів. Втім, керівництво НАБУ, яке відкрило справу щодо діяльності Кононенко, оперативно заявило про відсутність будь-яких доказів кримінальних дій, після чого цю історію успішно зам’яли.
14 квітня 2016 року другий уряд Арсенія Яценюка було відправлено у відставку. Замість нього на посаду призначено Володимира Гройсмана.